# Тарасов, Константин Михайлович
Константин Михайлович Тарасов — советский хозяйственный и политический деятель.

## Биография
Родился в 1911 году в селе Камзолка. Член КПСС.
С 1928 года — рабочий на шахте в Донбассе, рабочий-разметчик, инженер-механик Уралмашзавода.
Окончил Уральский политехнический институт им. С. М. Кирова.
В 1940—1941 гг. — начальник механического цеха завода им. Калинина в городе Воронеже.
В 1941—1943 гг. — начальник механического цеха завода им. Калинина в городе Чимкенте.
В 1943—1952 гг. — главный инженер Чимкентского станкостроительного завода.
В 1952—1959 гг. — главный инженер Рязанского завода тяжелого кузнечно-прессового оборудования.
В 1959—1961 гг. — главный инженер Рязанского станкостроительного завода.
В 1961—1983 гг. — директор Рязанского станкостроительного завода/генеральный директор ПО «Рязанский станкостроительный завод».
Делегат XXII и XXVI съездов КПСС.
Умер в 1983 году в Рязани.

## Награды
- Орден Ленина (дважды)
- Орден Октябрьской Революции
- Орден Трудового Красного Знамени
- Орден Красной Звезды